# قلعه نوشیما
قلعه نوشیما (به ژاپنی: Noshima Castle) یک قلعه ژاپنی در دوره سنگوکو در استان اهیمه، ژاپن بود. قلعه نوشیما از اهمیت ملی برخوردار بوده‌است.